# Eutrichota interior
Eutrichota interior este o specie de muște din genul Eutrichota, familia Anthomyiidae, descrisă de Griffiths în anul 1984.
Este endemică în Washington. Conform Catalogue of Life specia Eutrichota interior nu are subspecii cunoscute.